# 川野幸夫
川野 幸夫（かわの ゆきお、1942年4月25日 - ）は、埼玉県比企郡小川町出身の実業家。ヤオコー会長。日本スーパーマーケット協会会長。ヤオコー川越美術館館長。

## 人物
母は川野トモ。首都圏でスーパーマーケットを展開するヤオコーを創業し、社長・会長を歴任した。埼玉県立浦和高等学校同窓会元会長。
元々は弁護士になるため浦和高校に進み東京大学に進学した。しかし、小売業が頑張らないと国民の生活が豊かにならないと感じ、大学卒業後浦和市（現・さいたま市浦和区）のマルエツで4年間修業、その後実家のヤオコーに入社した。
1982年（昭和57年）の夏、幸夫の長男・正登（まさのり）が夏風邪によるウイルス性脳炎により夭折。このことから、小児科学の研究向上・発展に寄与する目的で『川野小児医学奨学財団』を設立（後述）。

## 略歴
- 1942年（昭和17年）4月25日 - 埼玉県小川町で出生。
- 1961年（昭和36年）3月 - 埼玉県立浦和高等学校を卒業[2]。
- 1966年（昭和41年）3月 - 東京大学法学部卒業。
- 1969年（昭和44年）1月 - 八百幸商店入社。
- 1974年（昭和49年）3月 - 八百幸商店を改組、ヤオコーを設立。取締役に就任。
- 1985年（昭和60年）1月 - 代表取締役社長就任。
- 1989年（平成元年） - 小児医学の研究向上・発展に寄与する目的で川野小児医学奨学財団を設立、理事長に就任。
- 2007年（平成19年）6月 - ヤオコー代表取締役会長に就任。
- 2008年（平成20年） - 渋沢栄一賞を受賞。
- 2009年（平成21年） - 日本スーパーマーケット協会会長就任。
- 2012年（平成24年） - ヤオコー川越美術館が開館、館長に就任。
- 2013年（平成25年） - 浦和高校の同窓会長として県立浦和高等学校同窓会奨学財団発足を主導。高校の奨学金財団設立は全国的にも珍しかった。

## テレビ出演
- 日経スペシャル カンブリア宮殿 流通スペシャル「地方スーパーの逆襲」（2010年8月23日、テレビ東京）[3]

## 書籍

### 著書
- 『日本一強いスーパー ヤオコーを創るために母がくれた50の言葉』（2011年9月22日、産経新聞出版/日本工業新聞社）ISBN 9784819111430